# Cheval bleu I
Cheval bleu I – en allemand Blaues Pferd I – est un tableau réalisé par le peintre allemand Franz Marc en 1911. Cette huile sur toile de format vertical est une peinture animalière représentant un poulain nu devant un paysage vallonné, sa robe claire rendue avec des teintes de bleu. Chef-d'œuvre de l'artiste, cette peinture est conservée depuis 1965 à la Lenbachhaus, à Munich, en Bavière.